# Kaiser-Friedrich-Forschungspreis
Der Kaiser-Friedrich-Forschungspreis fördert herausragende Forschungs- und Entwicklungsarbeiten auf dem Gebiet der Optischen Technologien. Er wird alle zwei Jahre unter einem besonderen Schwerpunktthema an deutsche Wissenschaftler aus Forschung und Industrie vergeben. Der Preis ist mit 15.000 Euro dotiert.
Gefördert werden richtungsweisende Ergebnisse aus der Forschung, die ein hohes Innovationspotential für technische und naturwissenschaftliche Entwicklungen und eine deutliche Perspektive für die Umsetzung in neue Produkte oder Verfahren erkennen lassen.
Preisstifter ist Jochen Stöbich, Geschäftsführer der Stöbich Brandschutz GmbH in Goslar. Stöbich möchte mit dem Wettbewerb vor allem die angewandte Forschung als Gemeinschaftsaufgabe mittelständischer Unternehmen im Bereich der Optischen Technologien forcieren. Er ist überzeugt, dass das Werkzeug Licht als echte Querschnittstechnologie das Potential für wichtige Innovationen in Forschung und Industrie birgt und damit für die Zukunft des Wirtschaftsstandortes Deutschland eine große Bedeutung hat.
Gemeinsam mit der TU Clausthal organisiert PhotonicNet, das niedersächsische Kompetenznetz für Optische Technologien, die Ausschreibung des Kaiser-Friedrich-Forschungspreises, wie auch die Verleihung im Rahmen des InnovationsForum Photonik in der Goslarer Kaiserpfalz.
Der Preis ist zu Ehren von Friedrich II. benannt, der von 1220 bis 1250 Kaiser des Heiligen Römischen Reiches war und als „eine der herausragenden wissenschaftlichen Persönlichkeiten des Mittelalters“ galt.

## Preisträger
- 2003: Thema: Optische Sensorik
  - 1. Preis: Thomas Kleine-Ostmann, TU Braunschweig (Arbeitsgruppe Martin Koch)
  - 2. Preis: Stefan Hoffmann, Ruhr-Universität Bochum (Arbeitsgruppe Martin Hofmann)
- 2005: Thema: Biophotonik
  - Alexander Heisterkamp, Laser Zentrum Hannover e.V.
- 2007: Thema: Photonenquellen
  - „Transparente OLED Displays“: Patrick Görrn, Jens Meyer, Michael Kröger, Hans-Hermann Johannes, Wolfgang Kowalsky, Thomas Riedl, Technische Universität Braunschweig (Institut für Hochfrequenztechnik)
- 2009: Thema: Optische Sensorik
  - „Kompakte und kalibrierfreie Gassensoren mit GaSb-basierten oberflächenemittierenden Laserdioden“:
    - Alexander Bachmann, Kaveh Kashani-Shirazi, Markus-Christian Amann (Walter Schottky Institut der TU München)
    - Jia Chen, Andreas Hangauer und Rainer Strzoda (Siemens AG, Corporate Technology, Power & Sensor Systems, München)
- 2011: Thema: Optische Sensorik
  - Wolfgang Petrich, Leiter der Arbeitsgruppe Biophotonik am Institut für Physik der Universität Heidelberg
- 2013: Thema: Photonics4Energy
  - Rolf Brendel und Jan Hendrik Petermann, Institut für Solarenergieforschung
- 2015: Thema: LED-Technologien
  - Markus Bröll, Jens Müller, Andreas Rudolph, Karl Ernst Christaller, Claus Jäger, Bianka Schnabel und Martin Behringer, OSRAM Opto Semiconductors GmbH Regensburg
- 2018: Thema: Photonische Technologien für das digitale Labor
  - Kort Bremer, Johanna-Gabriela Walter, Bernhard Wilhelm Roth, Hannoversches Zentrum für Optische Technologien HOT, Leibniz Universität Hannover[3][4]
  - Jürgen Popp, Thomas Bocklitz, Michael Schmitt, Andreas Tünnermann, Leibniz-Institut für Photonische Technologien Jena und Institut für Physikalische Chemie der Friedrich-Schiller-Universität Jena[5][6]
- 2020: Thema: Photonische Technologien für den Umwelt- und Klimaschutz
  - Ann-Kathrin Kniggendorf, Bernhard Wilhelm Roth, Hannoversches Zentrum für Optische Technologien HOT, Leibniz Universität Hannover[7][8]